# Оливи
Оли́ва — назва для низки класів природних і штучних матеріалів: нафтопродукти, дьогті (до яких належать вугільні, сланцеві та деревні оливи), синтетичні оливи, а також парафіни, церезини, озокерити, певні олігомерні продукти тощо. Ці речовини, як і ліпіди не можна описати загальною хімічною формулою, але вони близькі за фізико-хімічними властивостями, тому їх можна поєднати в одну групу за основною функційною призначеністю. За фізичним станом у нормальних умовах матеріали, позначені терміном «оливи» можуть бути як тверді, так і рідинні.

## Базові оливи
Усі базові оливи, для моторних, трансмісійних та гідравлічних мастил, а також палива, мазуту, бітуму і багатьох інших синтетичних матеріалів добувають з нафти. З точки зору структури всі вище названі продукти — це сполуки елементів вуглецю (C = Carboneum) і водню (H = Hydrogenium), які один від одного відрізняються, передусім, молекулами вуглеводню різних розмірів. Проста вуглеводнева речовина — метан CH4 — це також основний складник природного газу. Загалом, можлива майже нескінченна кількість різних за величиною молекул. Залежно від кількості C-атомів в молекулі, можна розрізнити:
| Природний газ                    | метан С1                      |
| Попутний газ                     | етилен C2, пропан C3 бутен C4 |
| Бензин/супер                     | С5 до С12                     |
| Дизель/мазут                     | С5 до С12                     |
| Мастильні оливи                  | С20 до С35                    |
| Вакуумний газойль/мазут S        | Вище С35                      |
| Бітум                            | Вище С80                      |
| Синтетичні матеріали (пластмаса) | Вище С100                     |

Мастильні матеріали можуть вироблятися за допомогою різних технологій:
- Відокремлювання парафіну — фракції від C20 до C35, яка із самого початку міститься в нафті;

- Гідрокрекінгова олива (синтетична олива HC) — компоненти нафти більш C35 розбиваються до розмірів молекул мастильної оливи (крекінгуються), а вільні місця, що утворилися, насичуються воднем (гідруються);

- Синтетичні вуглеводні — складові нафти менш C12 спочатку крекінгуються до газів, C2 (етилен) або C4 (бутилен). Потім ці молекули газу поступово доводяться до величини молекул мастильної оливи (синтезуються). З етилену при цьому з'являється поліальфаолефін (PAO), з бутилену — поліізобутилен (PIB).

Усередині молекул можливі як прості, подвійні і потрійні з'єднання, так і нерозгалужені і розгалужені ланцюги і кільця, а також їх поєднання. Для мастильних матеріалів особливо підходять розгалужені ланцюги (ізо-парафіни або ізо-алкани) або кільця (цикло-парафіни або цикло-алкани), дві ці форми мають тільки прості зв'язки. У рафінатів можлива безліч різних молекулярних структур. Гідрокрекінгові оливи складаються, переважно, (а синтетичні вуглеводні майже виключно) з ізо-парафінів або ізо-алканів.
Первинні рафінати Початковий продукт — нафта. Процес виробляння:
- Дистилювання: нагрівання/випаровування/конденсування нафти і впродовж цього, отримування бензину і проміжного продукту дистилювання (дизель, мазут EL).
- Вакуумне переганяння: залишок від дистилювання дистилюють у вакуумі, отримування олив різної в'язкості.
- Рафінування: вилучання небажаних складників, внаслідок цього, наприклад, покращується опір старінню.
- Депарафінізування: виморожування парафіну, внаслідок чого покращується якість тривкості до низьких температур.

Вторинні рафінати Початковий продукт — відпрацьована олива.
- Відстоювання/фільтрування від води і твердих сторонніх речовин.
- Дистилювання 1-го ступеня: відокремлювання вуглеводню, здатного кипіти за температури до 360 °C.
- Вакуумне дистилювання 2-го ступеня: рафінування й отримування двох шарів з різною в'язкістю.[1]

## Типи олив

### Оливи біологічного походження
Тригліцериди
- Рослинні олії - продукти, що витягуються з рослинної сировини і складаються з тригліцеридів жирних кислот і супутніх їм речовин (фосфоліпіди, вільні жирні кислоти, воски, стероли, речовини, що надають забарвлення та інше).

- Тваринний жир - природні жири, котрі витягуються зі сполучних тканин (жирової та кісткової), а також молока і яєць, хребетних тварин (ссавців, птахів, деяких плазунів, риб).

- смалець - жир, витоплений із сала; для цього часто використовується нутряний жир як малопридатний для інших цілей.

- вершкове масло (з молока) - харчовий продукт, що виготовляється сепаруванням або збиванням вершків, отриманих із коров'ячого молока, рідше - з молока іншої великої та дрібної рогатої худоби.

### Оливи мінеральні
Здебільшого, це продукти перероблення нафти — змащувальні оливи, гідравлічні оливи, індустріальні оливи тощо. Останнім часом розроблено синтетичні речовини (поліальфаолефіни, гліколі, алібензоли, силікони, складні ефіри, їх суміші й інші продукти), призначені для виконування певного завдання, їх зазвичай також називають «оливами», від англійського слова oil — нафта. Всі мінеральні оливи легші за воду, майже не розчиняються в ній тож через це мають властивість триматися на поверхні води, перешкоджаючи природній аерації, що нерідко спричиняє екологічні проблеми (відходи нафтоперегінних заводів, під час аварій танкерів, розливах біля бензозаправок й інше).

### Оливи синтетичні
Отримують синтезуванням органічних і елементоорганічних сполук з вуглеводневої сировини (поліальфаолефіни), також до синтетичних олив належать: складні ефіри багатоатомних спиртів, складні ефіри двохосновних карбонових кислот, полісилоксанові рідини (силікони) фтор- і хлорфторвуглеці. Висока стабільність властивостей синтетичних олив, і, те, що їх в'язкість мало міняється залежно від температури, поклало початок широкого вживанню олив цього класу в двигунах і інших механічних пристроях, які працюють за великих перепадів температур. Для синтетичних олив також властивий повільний процес розкладання (деградації). Окрім вживання у важкій промисловості (автомобільній, авіабудівній тощо) синтетичні оливи використовують і в легкій індустрії (наприклад для зменшення утворювання піни), а також їх застосовують в косметиці (засоби доглядання за шкірою тіла, краплі і мазі для очей). Найширше вживання синтетичні оливи дістали в автомобільних двигунах, оскільки сучасні двигуни спроектовані з розрахунком на в'язкі і мийні властивості синтетичних олив, недосяжні для мінеральних. Без відповідної утилізації і перероблення, синтетичні оливи становлять небезпеку для довкілля.

### Оливи косметичні
- Ефірні олії

   Ефірні олії — леткі, добуті із рослин, духмяні речовини, що зумовлюють їх запах, переважно суміш терпеноїдів, альдегідів, спиртів та інших сполук, котрі застосовуються в косметиці.